# La Arena 2da. Sección
La Arena 2da. Sección är en ort i Mexiko.   Den ligger i kommunen Huimanguillo och delstaten Tabasco, i den sydöstra delen av landet, 600 km öster om huvudstaden Mexico City. La Arena 2da. Sección ligger 55 meter över havet och antalet invånare är 463.
Terrängen runt La Arena 2da. Sección är platt åt nordost, men åt sydväst är den kuperad. Runt La Arena 2da. Sección är det ganska glesbefolkat, med 45 invånare per kvadratkilometer. Närmaste större samhälle är Rómulo Calzada, 15,8 km söder om La Arena 2da. Sección. Trakten runt La Arena 2da. Sección består till största delen av jordbruksmark.